# عبد الله بن سهيل
عبد الله بن سهيل بن عمرو (المتوفى سنة 12 هـ) صحابي بدري، استشهد في معركة اليمامة.

## سيرته
أسلم أبو سهيل عبد الله بن سهيل بن عمرو بن عبد شمس بن عبد ود بن نصر بن حسل بن عامر بن لؤي بن غالب القرشي في مكة قديمًا، وهاجر إلى الحبشة ثم رجع إلى مكة، فأخذه أبوه سهيل بن عمرو، فأوثقه عنده ودفعه إلى ترك دينه، فأظهر الرجوع.
وعندما جمعت قريش جموعها للقتال في بدر، خرج عبد الله مع أبيه إلى بدر، فلما التقى الجمعان، تحول إلى المسلمين وقاتل معهم، فعُدّ من البدريين. بعد ذلك، شهد عبد الله بن سهيل مع النبي محمد ﷺ باقي المشاهد، كما شهد صلح الحديبية، وكان أحد الشهود عليه. وفي فتح مكة، أخذ عبد الله بن سهيل الأمان لأبيه يوم الفتح، بعد أن خشي أبوه على نفسه القتل.
بعد وفاة النبي محمد، شارك عبد الله بن سهيل في حروب الردة، وقُتل في معركة اليمامة سنة 12 هـ، وعمره يومها 38 سنة، وقد مات عبد الله دون أن يعقب.